# باشگاه فوتبال دینامو تفلیس
باشگاه فوتبال دینامو تفلیس (گرجی: თბილისის დინამო) یک باشگاه حرفه‌ای فوتبال می‌باشد که در تفلیس، پایتخت کشور گرجستان، قرار دارد. این باشگاه در سال ۱۹۲۵ بنیان‌گذاری شده‌است.
دینامو تفلیس، پرافتخارترین تیم در لیگ برتر فوتبال گرجستان، جام حذفی فوتبال گرجستان و سوپر جام فوتبال گرجستان می‌باشد. این تیم در جام در جام اروپا ۸۱–۱۹۸۰ به مقام قهرمانی دست یافت.